# Episodi di Ricercato vivo o morto (seconda stagione)
La seconda stagione della serie televisiva Ricercato vivo o morto (Wanted: Dead or Alive) è andata in onda negli Stati Uniti dal 5 settembre 1959 al 21 maggio 1960 sulla CBS.
| nº | Titolo originale            | Titolo italiano            | Prima TV USA      | Prima TV Italia |
| -- | --------------------------- | -------------------------- | ----------------- | --------------- |
| 1  | Montana Kid                 |                            | 5 settembre 1959  |                 |
| 2  | The Healing Woman           | La guaritrice              | 12 settembre 1959 |                 |
| 3  | The Matchmaker              | Matrimonio combinato       | 19 settembre 1959 |                 |
| 4  | Breakout                    | L'evasione                 | 26 settembre 1959 |                 |
| 5  | Estralita                   |                            | 3 ottobre 1959    |                 |
| 6  | The Hostage                 |                            | 10 ottobre 1959   |                 |
| 7  | The Empty Cell              |                            | 17 ottobre 1959   |                 |
| 8  | Bad Gun                     |                            | 24 ottobre 1959   |                 |
| 9  | The Tyrant                  | Il tiranno                 | 31 ottobre 1959   |                 |
| 10 | Reckless                    | Caccia spietata            | 7 novembre 1959   |                 |
| 11 | Desert Seed                 | Un seme del deserto        | 14 novembre 1959  |                 |
| 12 | Twelve Hours to Crazy Horse | Dodici ore per Crazy Horse | 21 novembre 1959  |                 |
| 13 | No Trail Back               | Senza ritorno              | 28 novembre 1959  |                 |
| 14 | Man on Horseback            | Uomo a cavallo             | 5 dicembre 1959   |                 |
| 15 | Chain Gang                  | -                          | 12 dicembre 1959  |                 |
| 16 | Vanishing Act               | L'artista della fuga       | 26 dicembre 1959  |                 |
| 17 | Mental Lapse                |                            | 2 gennaio 1960    |                 |
| 18 | Angela                      |                            | 9 gennaio 1960    |                 |
| 19 | The Monster                 |                            | 16 gennaio 1960   |                 |
| 20 | The Most Beautiful Woman    | -                          | 23 gennaio 1960   |                 |
| 21 | Jason                       | -                          | 30 gennaio 1960   |                 |
| 22 | The Partners                | -                          | 6 febbraio 1960   |                 |
| 23 | Tolliver Bender             | Tolliver Bender            | 13 febbraio 1960  |                 |
| 24 | A House Divided             | -                          | 20 febbraio 1960  |                 |
| 25 | Triple Vice                 | I tre vizi                 | 27 febbraio 1960  |                 |
| 26 | Black Belt                  |                            | 19 marzo 1960     |                 |
| 27 | The Pariah                  | La prova                   | 26 marzo 1960     |                 |
| 28 | Vendetta                    | Vendetta                   | 9 aprile 1960     |                 |
| 29 | Death Divided by Three      | Morte divisa per tre       | 23 aprile 1960    |                 |
| 30 | The Inheritance             |                            | 30 aprile 1960    |                 |
| 31 | Prison Trail                | Trasporto detenuti         | 14 maggio 1960    |                 |
| 32 | Pay-Off at Pinto            | Resa dei conti a Pinto     | 21 maggio 1960    |                 |

## Montana Kid
- Prima televisiva: 5 settembre 1959
- Diretto da: Thomas Carr
- Scritto da: D. D. Beauchamp, Mary Beauchamp

### Trama
- Guest star: Clancy Cooper (sceriffo), Robert Bice ( sentinella), Jean Willes (Manila Jones), Steve Brodie (Johnny Deuce), Richard Devon (Jess), Richard Eyer (Lyn Meara aka The Montana Kid)

## The Healing Woman
- Prima televisiva: 12 settembre 1959
- Diretto da: Don McDougall
- Soggetto di: Charles Beaumont, Richard Matheson

### Trama
- Guest star: Mort Mills (Tom Summers), James Westerfield (dottor Langland), John Collier (Carey Summers), Virginia Gregg (Amanda Summers), Paul Engle (Ted Bridges), Helen Kleeb (Mag Blake)

## The Matchmaker
- Prima televisiva: 19 settembre 1959
- Diretto da: Frank McDonald
- Scritto da: Fred Freiberger

### Trama
- Guest star: Gordon Richards (barista), Clegg Hoyt (Ed), Royal Dano (Charlie Wright), Mauritz Hugo (Hombre), Fay Spain (Amy Williams), Stephen Talbot (Rule Meecham), Virginia Christine (Harriet), Kasey Rogers (Ruby Todd)

## Breakout
- Prima televisiva: 26 settembre 1959
- Diretto da: Thomas Carr
- Scritto da: Richard Landau

### Trama
- Guest star: Mona Freeman (Margaret Dunn), Phillip Pine (Tom Dunn), Walter Coy (Warden), Richard Carlyle (Mr. Phipps), William Phipps (Mr. Jennings)

## Estralita
- Prima televisiva: 3 ottobre 1959
- Diretto da: Don McDougall
- Scritto da: Ray Buffum

### Trama
- Guest star: Jeff De Benning (Marshal Virgil Carp), Rita Lynn (Estrelita), Robert J. Wilke (Jack Radovitch), Charles Aidman (Jake Pringle), Chris Alcaide (Bull Sherman)

## The Hostage
- Prima televisiva: 10 ottobre 1959
- Diretto da: Don McDougall
- Scritto da: Don Brinkley

### Trama
- Guest star: Tyler McVey (sceriffo Taggert), Lee Van Cleef (Jumbo Kane), Michael Fox (Tom), Marcia Henderson (Juli Taggert), Joe Conley (Henry Jackson), Alexander Scourby (giudice Coogan)

## The Empty Cell
- Prima televisiva: 17 ottobre 1959
- Diretto da: Thomas Carr
- Scritto da: Mary Beauchamp, D. D. Beauchamp

### Trama
- Guest star: DeForest Kelley (Ollie Tate), Lon Chaney, Jr. (sceriffo Lon Paulson), Eddy Waller (Pop Cole), Jack Kruschen (Hunt Willis), Olan Soule (Telegraph Agent)

## Bad Gun
- Prima televisiva: 24 ottobre 1959
- Diretto da: Thomas Carr
- Scritto da: John Tomerlin

### Trama
- Guest star: Jack Ging (Royer), Steve Darrell (sceriffo Simmons), King Donovan (Sheridan Appleby), Jackie Russell (Cynthia Clyborn), Rodney Bell (barista), Jeff Daley (Tobin), Harry Bellaver (Curly Bill Broscious)

## The Tyrant
- Prima televisiva: 31 ottobre 1959
- Diretto da: Don McDougall
- Scritto da: Tom Gries

### Trama
- Guest star: Russ Conway (Webb White), Richard Gardner (Dion Davis), David Leland (Large Beasely), Guy Wilkerson (Sowbelly Logan), Frank Albertson (George Elkins), R.G. Armstrong (Asa Wynter), William A. Forester (capitano Young), Vaughn Taylor (Curtis Payne)

## Reckless
- Prima televisiva: 7 novembre 1959
- Diretto da: R. G. Springsteen
- Scritto da: Robert Leslie Bellem

### Trama
- Guest star: Jean Allison (Madge Nelson), Mark Allen (sceriffo Sam Hatcher), Everett Sloane (Tate Bradley), Les Johnson (Tony Egan), Peter Cook (uomo), Ron Hayes (Paul Bradley), Joseph Ruskin (Gus Vogel), Francis McDonald (stalliere)

## Desert Seed
- Prima televisiva: 14 novembre 1959
- Diretto da: Don McDougall
- Scritto da: Calvin Clements Sr.

### Trama
- Guest star: Rafael Campos (Pachito), Tom Gilson (Billy Tooney), Carlos Romero (Juan Gomez), Míriam Colón (Mrs. Gomez), Bing Russell (Clay)

## Twelve Hours to Crazy Horse
- Prima televisiva: 21 novembre 1959
- Diretto da: Thomas Carr
- Scritto da: Cy Chermak

### Trama
- Guest star: Robert Brubaker (Warner), Dabbs Greer (barista), Jimmy Lydon (Dan Murdock), John Dehner (sceriffo Hayes)

## No Trail Back
- Prima televisiva: 28 novembre 1959
- Diretto da: Don McDougall
- Scritto da: Peter Germano

### Trama
- Guest star: Howard Petrie (sceriffo Akers), Forrest Lewis (Doc Blake), Wright King (Joe Hooker), Robert J. Wilke (Ben Hooker), Guy Teague (membro posse)

## Man on Horseback
- Prima televisiva: 5 dicembre 1959
- Diretto da: Don McDougall
- Scritto da: Paul Franklin

### Trama
- Guest star: Jay Silverheels (Charley Red Cloud), James Chandler (Will Bascomb), Jeanne Cooper (Myra), Howard Negley (Barney Connors), Blackie Austin (uomo), Fred Beir (Merv Bascomb)

## Chain Gang
- Prima televisiva: 12 dicembre 1959
- Diretto da: Thomas Carr
- Scritto da: Robert Leslie Bellem

### Trama
- Guest star: Laurie Mitchell (Belle Colter), Chris Alcaide (Cree Colter), Dave Willock (Jethro Dane), Ted de Corsia (George Winters), James Burke (sceriffo Blore), I. Stanford Jolley (Charlie Martin), William Schallert (Link Damon), Richard Reeves (Jenks), Than Wyenn (vice sceriffo Gib Rafford)

## Vanishing Act
- Prima televisiva: 26 dicembre 1959
- Diretto da: Don McDougall
- Scritto da: John Tomerlin

### Trama
- Guest star: Brad Weston (Frank Decker), Steve Darrell (sceriffo Toole), Lawrence Dobkin (Bart 'Bartolo' McCready), Ken Mayer (Charlie Trace), Jim Hayward (conducente della diligenza), Frank Sully (cittadino), John Cason (bandito), Dyan Cannon (Nicole McCready)

## Mental Lapse
- Prima televisiva: 2 gennaio 1960
- Diretto da: Thomas Carr
- Soggetto di: William Nolan

### Trama
- Guest star: Paul Dubov (Blade Tomson), John Parrish (sceriffo Persall), Harry Townes (Olin McDonald), Jan Shepard (Lilith Preston), Billy Halop (impiegato dell'hotel), Ed Prentiss (sceriffo Truxton)

## Angela
- Prima televisiva: 9 gennaio 1960
- Diretto da: George Blair
- Scritto da: Tom Gries

### Trama
- Guest star: Warren Oates (George Aswell), Wayne Rogers (Ash Langford), Richard Bakalyan (Harry Quint), Joe Patridge (sceriffo Henry Wilson), Howard Petrie (Sam Prior), Fay Spain (Angela Pryor)

## The Monster
- Prima televisiva: 16 gennaio 1960
- Diretto da: Thomas Carr
- Scritto da: Don Brinkley

### Trama
- Guest star: Ned Glass (Assay Clerk), Russell Thorson (sceriffo), Eugène Martin (Indian Boy), Bek Nelson (Hannah), Cliff Fields (Old Timer), William Fawcett (cercatore), Martin Landau (Khorba)

## The Most Beautiful Woman
- Prima televisiva: 23 gennaio 1960
- Diretto da: Arthur Hilton
- Scritto da: George Greedy

### Trama
- Guest star: Owen Bush (Hose), Grace Albertson (May), Mort Mills (Frank), Gordon Polk (Skeek), James Parnell (Fat Man), Arthur Franz (John Garth)

## Jason
- Prima televisiva: 30 gennaio 1960
- Diretto da: George Blair
- Soggetto di: John Robinson

### Trama
- Guest star: Frank Kreig (barista), Bill Catching (Townsend), Sean McClory (Doc Phillips), Barry Kelley (sceriffo), Pierre Watkin (Doc Bowers), Wright King (vice sceriffo Jason Nichols)

## The Partners
- Prima televisiva: 6 febbraio 1960
- Diretto da: George Blair
- Scritto da: D. D. Beauchamp, Mary Beauchamp

### Trama
- Guest star: Elaine Riley (Panama), Leslie Bradley (Marshall Thompson), Richard Farnsworth (Rance Henry), Robert Morris (Billy Joe Henry), Wayne Heffley (Homer), Wright King (Jason Nichols)

## Tolliver Bender
- Prima televisiva: 13 febbraio 1960
- Diretto da: George Blair
- Scritto da: Eric Norden

### Trama
- Guest star: Douglas Fowley (Tolliver Bender), John Carradine (Amos McKenna), Kenneth Becker (Tully Bickford), Gloria Talbott (Adelaide Bender), Robert Stephenson (Old Timer), Frank Sully (barista), Howard Negley (Frank), Joseph V. Perry (Flint Bickford), Percy Helton (Town Drunk), Wright King (Jason Nichols)

## A House Divided
- Prima televisiva: 20 febbraio 1960
- Diretto da: George Blair
- Scritto da: D. D. Beauchamp, Mary Beauchamp

### Trama
- Guest star: Don Gordon (Buff Cole), Helen Westcott (Amanda Cole), Eduard Franz (Bayard Cole), Wright King (Jason Nichols), Stafford Repp (Clete Cole)

## Triple Vice
- Prima televisiva: 27 febbraio 1960
- Diretto da: George Blair
- Scritto da: Fred Freiberger

### Trama
- Guest star: Pedro Gonzalez Gonzalez (Tomas), Chana Eden (Juanita), Wright King (Jason Nichols), William Phipps (Al Hemp), Lou Krugman (Manuel), Carlos Rivero (Shepherd), Salvador Baguez (barista), Nestor Paiva (Pedro), Bing Russell (Billy Hemp)

## Black Belt
- Prima televisiva: 19 marzo 1960
- Diretto da: George Blair
- Scritto da: John Tomerlin

### Trama
- Guest star: Stuart Randall (Mr. Cummings), Chubby Johnson (Chalmly Cove), Robert Kino (Sammy Wong), Richard Crane (Paul Cameron), Wright King (Jason Nichols)

## The Pariah
- Prima televisiva: 26 marzo 1960
- Diretto da: George Blair
- Scritto da: Fred Freiberger

### Trama
- Guest star: Don Dubbins (Randy Holleran), Frank Ferguson (Amos Wilson), Wright King (Jason Nichols), Susan Oliver (Bess Wilson), Terry Frost (Ben Bronson), Lester Dorr (Will Grey), King Calder (sceriffo Jackson), Rhys Williams (dottor Horton), Arthur Hanson (Ted Dawson), Bill Quinn (tirapiedi)

## Vendetta
- Prima televisiva: 9 aprile 1960
- Diretto da: George Blair
- Scritto da: Samuel Newman

### Trama
- Guest star: Willis Bouchey (colonnello Bradley), Harry Townes (capitano William Phelps), Bert Remsen (luogotenente Pierce), Joe Haworth (sergente Jones), Fred Coby (luogotenente Carson), Arthur Batanides (Allen Stokes), Wright King (Jason Nichols)

## Death Divided by Three
- Prima televisiva: 23 aprile 1960
- Diretto da: George Blair
- Scritto da: Don Brinkley

### Trama
- Guest star: John Harmon (impiegato dell'hotel), Walter Sande (sceriffo), Mara Corday (Lucinda Lorenz), Richard Garland (Jake Lorenz), Mark Allen (Blacksmith), Wright King (Jason Nichols)

## The Inheritance
- Prima televisiva: 30 aprile 1960
- Diretto da: Arthur Hilton
- Scritto da: George W. George

### Trama
- Guest star: John Litel (Clint Davis), John Anderson (vice sceriffo Fix), Wright King (Jason Nichols), Ed Kemmer (Adam Smith/William Davis), George Eldredge (sceriffo), Thomas Browne Henry (dottor Parks), Maxine Cooper (Constance Howard), Don Kennedy (Marc)

## Prison Trail
- Prima televisiva: 14 maggio 1960
- Diretto da: Thomas Carr
- Scritto da: D. D. Beauchamp

### Trama
- Guest star: Brad Dexter (Stranger), Joe Di Reda (Joe Kelly), Wright King (Jason Nichols), Beverly Garland (Sally Lind), William Tannen (Hale Dane), Claude Akins (Jack Kelly)

## Pay-Off at Pinto
- Prima televisiva: 21 maggio 1960
- Diretto da: Don McDougall
- Scritto da: Wells Root

### Trama
- Guest star: Barry Kelley (sceriffo Luke Deaver), Addison Richards (dottor John Allen), Than Wyenn (Jim Elkins), Philip Ahn (Tom Wing), Robert Osterloh (Kenny), John Damler (Jesse Wade), Harlan Warde (Ed Shaw), Wright King (Jason Nichols)